# Praia de Diogo Afonso
A Praia de Diogo Afonso é uma praia do Arquipélago de São Tomé e Príncipe, localiza-se a Este da ilha de São Tomé entre a Praia da Mandioca e a Praia Capitango, próxima ao Ilhéu Quixibá, junto a localidade Celeste.